# José Camargo
José Camargo (São Roque, 16 de junho de 1928 — São Paulo, 14 de janeiro de 2020) foi um empresário, advogado e político brasileiro. Exerceu o mandato de deputado federal constituinte em 1988.

## Biografia
Filho de Ernesto Benedito de Camargo e Antônia Xavier de Camargo, José estudou na Faculdade de Direito em Bauru, cidade no interior do estado de São Paulo e concluiu sua graduação no ano de 1960.
Conhecido como um dos fundadores do Movimento Democrático Brasileiro (MDB), se firmou no cenário político nacional após a instauração do Ato Institucional n.° 2 (AI-2) e elegeu-se deputado pelo partido que criou.
Além de exercer a função de deputado, na década de 1970 foi membro titular das comissões de Relações Exteriores e de Comunicações (1971), vice-presidente da Comissão de Minas e Energia (1974), presidente da Comissão Parlamentar de Inquérito (CPI) que investigava irregularidades ligadas ao Instituto Nacional de Previdência Social (INPS), Secretário da Mesa e da Câmara (1974), membro titular da Comissão de Economia, Indústria e Comércio (1976).
Partindo para a década de 1980, sofreu com acusações relacionadas a suborno e entrou em conflito com nomes importantes no seu partido. Supostamente agindo sob orientação do governador de São Paulo na época (Paulo Maluf), José de Camargo deixou o MDB e filiou-se ao Partido Democrático Social (PDS). O PDS tinha acabado de ser fundado após o fim de um sistema moldado pelo bipartidarismo. Após deixar a vida parlamentar, se tornou empresário na área de comunicação, sendo proprietário do Grupo Camargo de Comunicação, composto pelas rádios Alpha FM, 89 FM A Rádio Rock, Rádio Disney Brasil, Rede Transamérica, Nativa FM (em parceria com o Grupo Bandeirantes de Comunicação). 

## Morte
Camargo morreu durante a noite de 14 de janeiro de 2020 no Hospital Albert Einstein, em São Paulo, vitima de insuficiência cardíaca.